# Exotenverordening
De  Exotenverordening is de korte benaming voor de verordening (EU) Nr. 1143/2014 van het Europees Parlement en de Raad van 22 oktober 2014 betreffende de preventie en beheersing van de introductie en verspreiding van invasieve uitheemse soorten. Een invasieve uitheemse soort moet als zorgwekkend voor de Europese Unie worden beschouwd wanneer de schade die door de soort wordt veroorzaakt in de getroffen lidstaten zo aanzienlijk is dat specifieke in de gehele Unie toepasselijke maatregelen moeten worden getroffen, dus ook voor de lidstaten die nog niet getroffen zijn of die wellicht niet getroffen zullen worden. De dier- en plantensoorten die onder de Exotenverordening zouden moeten vallen, worden daartoe op een lijst geplaatst, de Unielijst.

## Geldigheid in Nederland
De Exotenverordening is rechtstreeks in Nederland van toepassing. Zie daarvoor de rechtstreekse werking van Europese verordeningen.